# Clarisse Hahn
Clarisse Hahn (París, 1973) és una artista i directora de cinema francesa.

## Biografia
A través de les seves pel·lícules, les seves fotografies i les seves instal·lacions de vídeo, Clarisse Hahn porta a terme una investigació sobre comunitats com la burgesia protestant, els kurds, els actors de pel·lícules porno, la comunitat S.M, el personal de l'hospital... Es vincula al paper social. del cos i els codis de conducta que impliquen aquestes formes de vida comunitària.
És professora de vídeo a l'Escola Nacional d'Arts Decoratives de París.
El 2012 va dirigir Los desnudos. Aquest documental segueix el moviment de protesta a Mèxic de camperols expropiats que fa vint anys que reclamen les seves terres. Ells i ells es despullen dos cops al dia als carrers de Ciutat de Mèxic.
El 2018, l'obra de Clarisse Hahn es va exposar al centre d'art de Douchy-les-Mines.

## Filmografia
- Boyzone, travail en progrès, 1998/2013/...
- Hôpital, documental, 34 minutes, 1999
- Ovidie, documental, 90 minuts, 2000
- Karima, documental, 85 minuts, 2003
- Les Protestants, documental, 95 minuts, 2005
- Kurdish Lover, documental, 98 minuts, 2010, producció: les films du présent, Avanton oy, 24 images.
- Notre corps est une arme, sèrie de 3 curts : Prisons, Gerilla, Los Desnudos, 2012
- Queridos Amigos, en col·laboració amb Thomas Clerc, 20 minuts, 2013
- Mescaline, curtmetratge, producció : Les films du Bélier, 45 min, 2017[3]

## Premis
- 2013: Guanyador del concurs internacional, Festcurtas Belo Horizonte, Brasil (per Prisons)
- 2012: Premi al curtmetratge, Festival de Cinema de Milà, Itàlia (per Prisons)
- 2011: Menció especial del jurat, Festival Internacional de Cinema de Dones de Rio de Janeiro, Brasil. (Kurdish Lover)
- 2010: premi del públic al llargmetratge documental i premi al cinema francès, Festival de Cinema de Belfort Entrevues. (per a Kurdish Lover).
- 2005: Premi Gilles Dusein, per tota la seva obra